# Астраханский областной комитет КПСС
Астраханский областной комитет КПСС — региональный орган партийного управления в Астраханской области в 1943—1991 годах.
Астраханская область образована 27 декабря 1943 года на территории Астраханского округа Сталинградской области и упраздненной Калмыцкой АССР. Центр — Астрахань.
В октября 1952 года Астраханский областной комитет ВКП(б) был переименован в Астраханский областной комитет КПСС.
В 1990 или в 1991 году переименован Астраханский областной комитет КП РСФСР (в составе КПСС).
23 августа 1991 года деятельность КП РСФСР (КПСС) приостановлена, а 6 ноября того же года запрещена.

## Первые секретари обкома
- Голышев, Владимир Абрамович 27 декабря 1943 — 1945 год
- Муратов, Фёдор Николаевич 1945 — май 1950 года
- Мамонов, Фёдор Антонович май 1950 — январь 1954 года
- Ганенко, Иван Петрович январь 1954 года — 18 апреля 1961 года
- Антонов, Василий Иванович 18 апреля 1961 года — 2 августа 1967 года
- Бородин, Леонид Александрович сентябрь 1967 — 31 мая 1988 года
- Дьяков, Иван Николаевич 31 мая 1988 года — 24 августа 1990 года
- Горбунов, Геннадий Александрович 24 августа 1990 года — 23 августа 1991 года